# Bitwa pod Cheroneą (338 p.n.e.)
Bitwa pod Cheroneą – starcie zbrojne, które miało miejsce 2 sierpnia 338 roku p.n.e.
Rozegrana została w Beocji (kraina w starożytnej Grecji), w pobliżu miasta Cheronei.
O dominację w całej Grecji walczyły armia macedońska Filipa II Macedońskiego przeciw sprzymierzonym wojskom Ateńczyków i Tebańczyków.

## Tło
Po nieudanym oblężeniu Perintu, Filip zdecydował się zaatakować wspierające obleganych Bizancjum. Miasto otrzymało jednak pomoc floty ateńskiej, więc we wrześniu 340 p.n.e. Filip wypowiedział Atenom wojnę.
Jesienią 339 p.n.e. armia macedońska ruszyła w kierunku centralnej Grecji i zajęła Elateję. Wtedy Ateny zawarły sojusz z Tebami i wysłały swoje wojska do Amfissy, aby zablokować dalszą ofensywę Filipa. Wobec tego siły macedońskie nie podejmowały w zimie żadnych poważniejszych działań. W 338 p.n.e. Filip rozpuścił pogłoskę, według której miał wycofać się z zajmowanych pozycji, aby walczyć z buntownikami w Tracji, po czym rozbił oddziały strzegące Amfissy. Siły greckie zajęły więc nową linię obrony w rejonie Cheronei.  

## Siły i szyki przeciwników
Liczebność wojsk Filipa II ocenia się na 30 tys. piechoty i dwa tysiące jazdy. Greccy sojusznicy zgromadzili 35 tysięcy piechoty i dwa tysiące jazdy.
Filip osobiście dowodził swoją gwardią złożoną z hypaspistów i ustawioną na prawym skrzydle, jeszcze dalej na prawo znajdowały się już tylko oddziały lekkozbrojne. Centrum armii macedońskiej stanowiła falanga, którą tworzyli uzbrojeni w 7-metrowe sarisy piechurzy. Na jej lewym końcu znajdowała się macedońska jazda (hetajrowie) pod wodzą Aleksandra, syna Filipa, wówczas 18-letniego. Lewe skrzydło armii sprzymierzonych tworzyli Ateńczycy (co najmniej 10 tysięcy hoplitów), a prawe Tebańczycy (około 12 tysięcy hoplitów). Na skraju ich skrzydła znajdował się elitarny Święty Zastęp złożony z najlepszych żołnierzy. W centrum stało 5 tysięcy hoplitów z mniejszych miast. Oddziały lekkozbrojne przedłużały szyk na lewym skrzydle aż do pobliskiego akropolu Cheronei, zaś jazda była ulokowana z tyłu. Falanga grecka miała 8 szeregów głębokości. Wyjątkiem był „Święty Zastęp” ustawiony jak zwykle w kolumnę.

## Przebieg bitwy
Wojska macedońskie stały do Greków skosem. Najbliżej ich falangi znajdowali się królewscy hypaspiści i to oni rozpoczęli bitwę nacierając w zwartym szyku na stojące naprzeciw oddziały ateńskie. Po krótkim starciu królewska gwardia zaczęła się cofać. Ateńczycy zaczęli coraz śmielej nacierać na oddziały gwardii. Niedoświadczone (od 20 lat Ateny w zasadzie nie prowadziły wojen) wojska ateńskie nie zorientowały się, że gwardia celowo się cofa. W tym czasie równomiernie do przodu posuwało się centrum macedońskiej armii oraz jazda na lewym skrzydle. Jednocześnie idące za cofającymi się hypaspistami ateńskie skrzydło coraz bardziej przesuwało się na lewo. Pozostałe oddziały greckie również zaczęły przemieszczać się w lewo, by nie dopuścić do rozerwania szeregów. W miejscu stała jedynie najbardziej zdyscyplinowana jednostka – tebański Święty Zastęp.

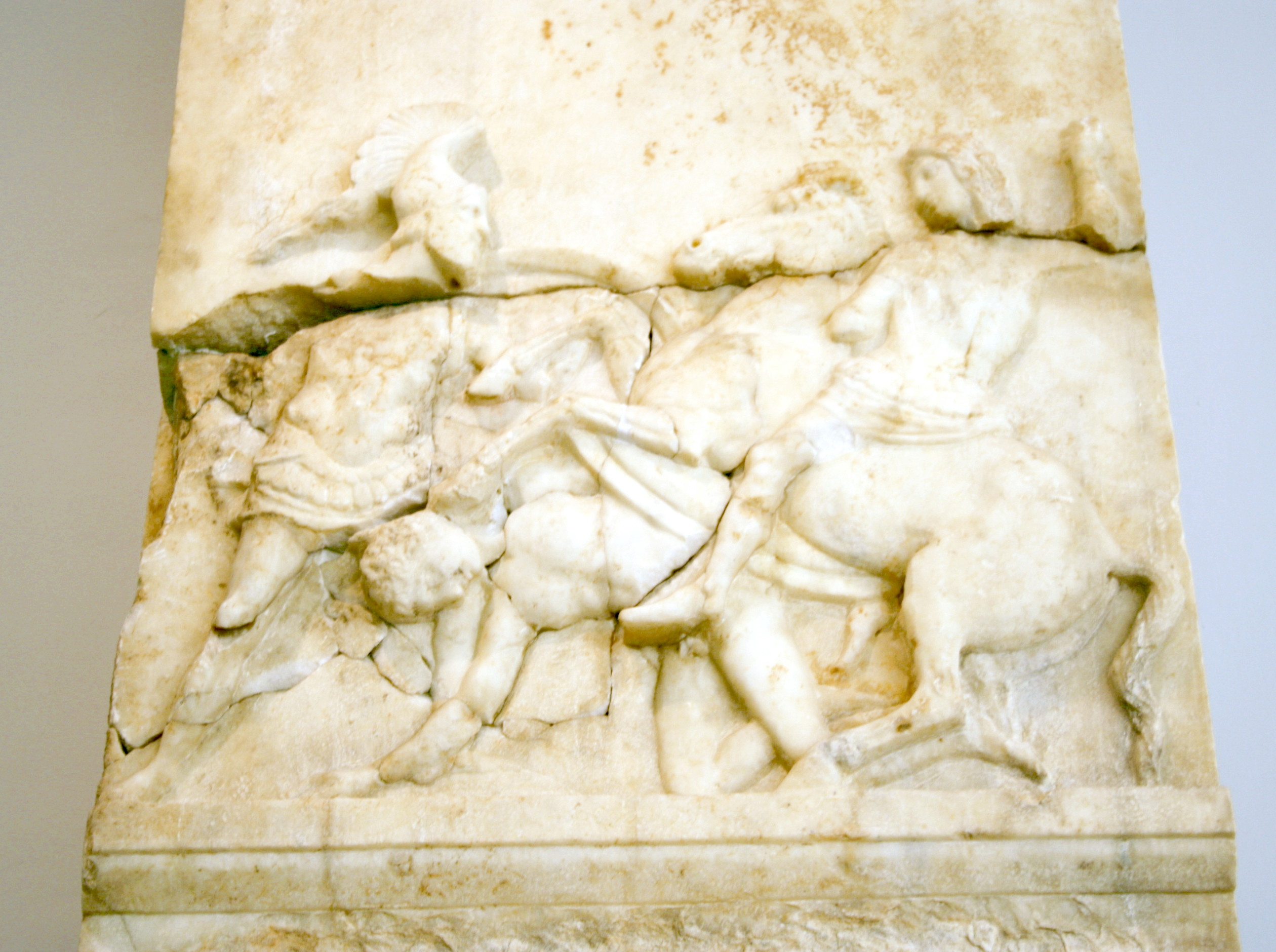
Fragment steli Pancharesa (prawdopodobnie poległego pod Cheroneą) z przedstawieniem walki macedońskiego jeźdźca z greckim hoplitą

W końcu napór Ateńczyków na lewym skrzydle przekształcił się w dość chaotyczny pościg. Szyk rozluźnił się i między Świętym Zastępem a pozostałymi Beotami, którzy próbowali nadążyć za Ateńczykami, wytworzyła się luka. W przerwę tę wpadł z jazdą Aleksander, zgodnie z zadaniem, które prawdopodobnie otrzymał przed bitwą.
Jazda odcięła Święty Zastęp od reszty armii i otoczyła go. Tymczasem Filip, którego gwardia podczas odwrotu weszła na niewielkie wzgórze, nakazał nagłe uderzenie. Atakujący z góry hypaspiści rozbili zdezorganizowane bezładnym pościgiem oddziały ateńskie. Poległo tam tysiąc ludzi, a dwa tysiące dostało się do niewoli. Reszty dopełniła macedońska falanga, która od przodu i wykorzystując lukę, którą przedarła się jazda Aleksandra – z boku uderzyła na greckie centrum. Grecy złamali szyk i rzucili się do ucieczki, z wyjątkiem Świętego Zastępu, który pozostał na swojej pozycji, przez co ocalało jedynie 46 hoplitów z tego oddziału liczącego 300 wojowników. Po bitwie Filip wstrzymał pościg jazdy.

## Epilog
Na korynckim kongresie pokojowym, w roku 337 p.n.e. wszystkie greckie miasta-państwa z wyjątkiem Sparty, uznały zwierzchnictwo króla macedońskiego. Strony zawiązały tzw. Związek Koryncki, po czym zaczęły się przygotowywać do kampanii przeciwko Persji, która miała być rewanżem za spustoszenie Aten przez perskiego Kserksesa I w roku 480 p.n.e.. W trakcie przygotowań do kampanii został zamordowany król Filip, a władzę przejął jego syn Aleksander, który poprowadził macedońsko-greckie wojska na podbój Persji.